# Elizabeth Janeway
Pour les articles homonymes, voir Janeway.
Elizabeth Janeway, née le 7 octobre 1913 et morte le 15 janvier 2005, est une auteure et critique américaine. 

## Biographie
Elizabeth Ames Hall naît le 7 octobre 1913 à New York. Son père, architecte naval et sa mère, femme au foyer, connaissent des temps difficiles pendant la dépression, l'amenant à mettre fin à ses études au Swarthmore College et soutenir la famille. 
En tout, Janeway écrit sept romans; dont l'un, Femme ou Maîtresse 1945, devient un film mettant en vedette Joan Crawford. Elle est pendant un temps critique au New York Times . À ce titre, elle présente l'écrivain Anthony Powell et défend des œuvres controversées telles que Lolita. Elle est également critique pour le magazine Ms..